# Andreas Süße
Andreas Süße, auch Andreas Süß, (getauft 10. Februar 1642 in Graslitz; † 15. Oktober 1705) war ein königlich-polnischer und kurfürstlich-sächsischer Oberbergmeister.

## Leben
Er war der Sohn von Michael und Ursula Süße aus Graslitz im Königreich Böhmen und wurde am 10. Februar 1642 in der dortigen Stadtkirche evangelisch getauft. Seinen Vornamen erhielt er von seinem Taufpaten, dem Brettschneider Andreas Popp.
Als Exulant musste er aufgrund seiner protestantischen Konfession Böhmen verlassen. Er ließ sich 1680 als Bergmann zunächst in der Bergstadt Schneeberg im sächsischen Erzgebirge nieder, wandte sich aber schon bald nach Freiberg, wo er 1687 nach dem Tod Michael Zimmermanns das Amt des Bergmeisters übernahm.
Im September 1702 erhielt Süße durch den königlich-polnischen und kurfürstlich-sächsischen Bergkommissar Balthasar Lehmann die Ernennung zum Oberbergmeister für das Obererzgebirge. Als solcher unterstand er im Oberbergamt dem Oberberghauptmann Abraham von Schönberg.
Süße war Mitglied der Bergknapp- und -brüderschaft in Freiberg, in der er mit Hirschfänger und vergoldetem Berghäckel die Erste Kompanie bei Bergaufzügen anführte.
Sein Sohn Johann Andreas Süße half ihm bereits frühzeitig in bergmännischen Angelegenheiten und wurde schon bald zu seinem Substitut und Vizebergmeister in Freiberg. Als solcher nahm er damals an einer Untersuchung der Bergwerke im vogtländischen Klingenthal teil. Nach dem Tod des Vaters am 15. Oktober 1705 übernahm Johann Andreas Süße das Amt des Oberbergmeisters in Freiberg. 1709 wurde er als Vertreter der alten Zeit aus dieser Funktion entbunden, erhielt aber eine nicht unbeträchtliche finanzielle Entschädigung. Johann Andreas Süße war auch Grundherr in Erbisdorf sowie Mönchenfrei und erwarb 1710 von der Witwe des verstorbenen Obristen von Bünau das Erblehngut Harras im Amt Heldrungen des Fürstentums Sachsen-Weißenfels, das er zunächst als Geldanlage nutzte und gegen eine hohe Summe auf zwölf Jahre verpfändete, doch bereits 1716 an den Pächter weiterverkaufte. Johann Andreas Süße unterstützte 1712 den sächsischen Orgelbauer Silbermann in Erbisdorf durch die Bereitstellung von Eichenbrettern für den Orgelbau.